# 국민혁신
국민혁신(스페인어: Renovación Nacional, RN)은 칠레의 보수주의  정당이다. 독립민주연합을 비롯한 우익 정당들 중에 비교적 온건한 성향의 사람들이 탈당해 만든 정당이다.

## 같이 보기
- 칠레 연합
- 칠레 바모스
- 독립민주연합
- 세바스티안 피녜라